# Moritz Voigt
Moritz Voigt, född den 10 september 1826 i Leipzig, död där den 6 november 1905, var en tysk rättslärd. 
Voigt, som var professor vid Leipzigs universitet, behandlade historiskt och antikvariskt den romerska rätten i ett stort antal arbeten, av vilka kan nämnas Die Lehre vom jus naturale (4 band, 1856–1875), Römische Rechtsgeschichte (3 band, 1892–1902) och uppsatser i Kungliga sachsiska vetenskapssällskapets arbeten.